# Општина Долењске Топлице
Општина Долењске Топлице (словен. Dolenjske Toplice) је једна од општина Југоисточне Словеније у држави Словенији. Седиште општине је истоимени градић Долењске Топлице.

## Природне одлике
Рељеф: Општина Долењске Топлице налази се у јужном делу државе, у области Долењска. Општина је брдско-планинског карактера. На северу се пружа планина Суха Крајина, на западу планина Кочевски Рог, а на истоку Горјанци. У средишњем делу налзи се долина реке Крке, која је овде узана и невелика.
Клима: У нижим деловима општине влада умерено континентална клима, а у вишим влада њена оштрија, планинска варијанта.
Воде: Једини значајан водоток је река Крка, у коју се уливају сви мањи водотоци.

## Становништво
Општина Долењске Топлице је ретко насељена.

## Насеља општине
| - Бушинец - Велики Ригељ - Вердун при Уршних селих - Габрје при Сотески - Горење Градишче - Горење Поље - Горење Сушице - Добиндол - Долење Градишче - Долење Поље | - Долење Сушице - Долењске Топлице - Дрење - Кочевске Пољане - Лошка Вас - Мали Ригељ - Менишка Вас - Нова Гора - Обчице - Обрх | - Подхоста - Подстенице - Подтурн при Долењских Топлицах - Села при Долењских Топлицах - Селишче - Сотеска - Старе Жаге - Сухор при Долењских Топлицах - Церовец |  |